# Saskia Sassen
Saskia Sassen (ur. 5 stycznia 1949 w Hadze) – amerykańska socjolog i ekonomistka, analizująca globalizację i problemy międzynarodowej migracji ludności. 

## Życiorys
Profesor wydziału socjologii na Uniwersytecie Chicagowskim i w London School of Economics. Jest żoną socjologa Richarda Sennetta.
Sassen wprowadziła do nauk społecznych pojęcia takie jak globalne miasto i obwody przetrwania. Zajmuje się m.in. badaniem towarzyszących globalizacji przemian w relacjach między płciami. Stawia tezę o globalizacji pracy opiekuńczej i towarzyszącej jej "feminizacji przetrwania" - sytuacji, w której ciężar troski o przetrwanie gospodarstw domowych w Trzecim Świecie przenosi się na kobiety, zmuszając je do międzynarodowych migracji w charakterze opiekunek do dzieci, gospodyń domowych i prostytutek.

## Tłumaczenia na j. polski
- Globalizacja. Eseje o nowej mobilności ludzi i pieniędzy, przedmowa K. Anthony Appiah, tł. Joanna Tegnerowicz, Kraków 2007, Wydawnictwo Uniwersytetu Jagiellońskiego, seria Cultura, s. 271, ISBN 978-83-233-2382-2 (Globalization and its discontents. Essays on the New Mobility of People and Money 1998)